# Kyselov (Olomouc)
Kyselov (něm. Giesshübel) je historická obec, dnes součást olomoucké čtvrti Slavonín, kterou připomíná již jen název ulice Kyselovská směrem na Nemilany.

## Název
Nejstarší doložené jméno vesnice bylo německé Güsshübel, jehož starší tvar Gissübel znamenal „místo občasného zaplavení“. V pramenech se vyskytují též varianty jako Gysshubel, Güsshübl, až se po roce 1751 jméno ustaluje na tvaru Gieshübel, který se používal až do roku 1946. Roku 1606 se také objevují počeštělé verze Kyshybl a Kyselov. České jméno Kyselov bylo pravděpodobně vytvořeno hláskovou úpravou německého jména s přikloněním ke kyselý.

## Historie

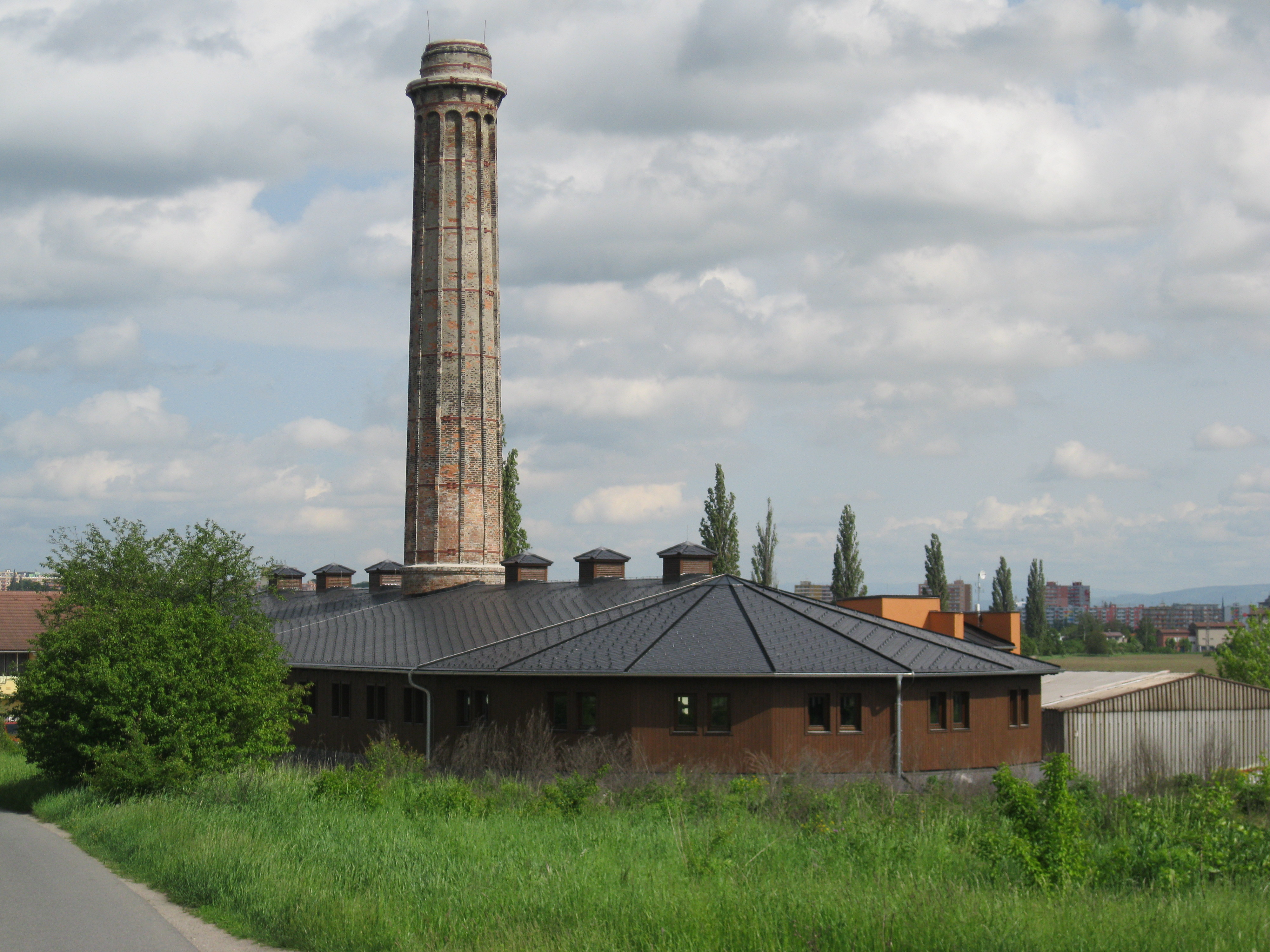
Kyselovská cihelna

První písemná zmínka o Kyselovu pochází z roku 1364 (Gyssaw). V roce 1466 král Jiří z Poděbrad ves daroval jistému olomouckému měšťanovi a jeho vdova ji roku 1481 prodala Olomouci. Obyvatelstvo bylo pravděpodobně od počátku převážně německé, čemuž odpovídal i název obce.
Giesshübel byl jen velmi malou osadou drobných rolníků obdělávajících nepatrné kousky půdy. Podle nejstarších známých pramenů zde stávalo jen 7 stavení a tento počet se do třicetileté války zvýšil pouze na čtrnáct, přičemž během války čtyři z nich zpustla a zmizela. Příliš velký rozkvět nenastal ani po válce a v době končícího feudálního zřízení zde stálo 23 stavení. Předmětem zemědělské činnosti bylo hlavně pěstování zeleniny.
V letech 1851–1854 byl nad vesnicí na Zlatém kopci (Goldberg) vybudován fort č. XI, jakožto součást předsunutého olomouckého opevnění, a v roce 1875 byla v centru Kyselova na místě původní dřevěné zvonice postavena kaplička sv. Jana Křtitele.
Po zavedení obecní samosprávy v roce 1850 se Kyselov neosamostatnil, ale stal se osadou Nemilan. Tehdy zde žilo 246 obyvatel. Samostatnou obcí se stal až v roce 1877. Farní správou spadal k Slavonínu, kam místní děti chodily i do školy, pošta byla v Nemilanech a četnická stanice na Nových Sadech. Šlo o prakticky čistě německou obec, část olomouckého jazykového ostrova a působil zde např. spolek Bund der Deutschen. Až po vzniku Československa se více zdejších obyvatel přihlásilo k československé národnosti (v roce 1921 tak učinilo 142 z celkem 497 obyvatel a v roce 1930 jich bylo 122 z celkem 513 obyvatel). Po druhé světové válce byli němečtí obyvatelé odsunuti, Kyselov byl dosídlen Čechy a v roce 1950 administrativně spojen se Slavonínem, se kterým byl již i stavebně srostlý. Spolu s ním se také stal roku 1974 součástí Olomouce.
Hospodářský význam osady zvyšovala nejméně od 16. století místní cihelna, patřící městu. Zpočátku ji Olomouc pronajímala, až po roce 1851 ji převzala do vlastní správy. Roku 1859 byla zahájena stavba modernějšího závodu a byly položeny základy budoucí kruhové cihelny vybavené tzv. Hoffmannovou pecí. Po této modernizaci cihelna vyráběla až 4 miliony cihel ročně a svými výrobky zásobovala většinu staveb v Olomouci. Její provoz byl ukončen až v 70. letech 20. století. Budova cihelny byla prohlášena nemovitou kulturní památkou a po roce 2010 prošla rozsáhlou renovací.